# Obafemi-Owode
Obafemi-Owode è una delle venti aree a governo locale (local government areas) in cui è suddiviso lo stato di Ogun, nella Repubblica Federale della Nigeria.
Si estende su una superficie di 1.410 km² e conta una popolazione di 228.851 abitanti.